# Меноссе, Эрнан
Эрна́н Мено́ссе (исп. Jorge Hernán Menosse Acosta; 28 апреля 1987, Сан-Карлос, департамент Мальдонадо) — уругвайский футболист, защитник «Пеньяроля».

## Биография
Эрнан Меноссе начинал играть в футбол в команде «Либертад» из родного Сан-Карлоса. В 2009 году попал в профессиональный клуб города — «Атенас», который в том году дебютировал в уругвайской Примере. Спустя три года перешёл в «Монтевидео Уондерерс». В своём первом сезоне за новую команду хорошо проявил себя, чем привлёк внимание зарубежных клубов. В 2013 году был отдан в аренду в испанский «Рекреативо».
После двух сезонов, проведённых в испанской Сегунде, Меноссе перешёл в «Онсе Кальдас». Он отыграл два сезона в Колумбии, а затем на полгода отправился в аренду в «Росарио Сентраль». Вторую половину 2017 году провёл в «Гранаде», с которой подписал контракт на два года. Однако уже в июле 2018 года контракт между игроком и клубом был расторгнут. Уругваец перешёл в аргентинский «Бельграно».
В январе 2019 года уругваец присоединился ко своей третье команде испанской Сегунды — «Луго». Однако пребывание в «Луго» оказалось неудачным. Сыграв всего три матча за эту команду, Меноссе в июне того же года вернулся на родину, подписав контракт с «Дефенсор Спортингом».
В январе 2020 года перешёл в «Депортиво Кали». Из-за пандемии COVID-19 в марте чемпионат Колумбии прервался до сентября. В декабре 2021 года помог «Депору» выиграть чемпионат Финалисасьон.
В январе 2022 года перешёл в «Пеньяроль».

## Титулы и достижения
- Чемпион Колумбии (1): Финалисасьон 2021
- Финалист Кубка Аргентины (1): 2015/16